# Nothopsyche apicalis
Nothopsyche apicalis là một loài Trichoptera trong họ Limnephilidae. Chúng phân bố ở miền Cổ bắc.